# Хитатиота
Хитатио́та (яп. 常陸太田市 Хитатио:та-си) — город в Японии, находящийся в префектуре Ибараки. Площадь города составляет 372,01 км², население — 53 054 человека (1 августа 2014), плотность населения — 142,61 чел./км².

## Географическое положение
Город расположен на острове Хонсю в префектуре Ибараки региона Канто. С ним граничат города Такахаги, Хитати, Хитатиомия, Нака и посёлки Дайго, Ямацури, Ханава.

## Население
Население города составляет 53 054 человека (1 августа 2014), а плотность — 142,61 чел./км². Изменение численности населения с 1980 по 2005 годы:
| 1980 | 59 503 чел. |  |
| 1985 | 59 273 чел. |  |
| 1990 | 59 758 чел. |  |
| 1995 | 61 525 чел. |  |
| 2000 | 61 869 чел. |  |
| 2005 | 59 802 чел. |  |

## Символика
Деревом города считается Zelkova serrata, цветком — керрия, птицей — обыкновенный зимородок.